# 隆务河
隆务河（藏語：རོང་བོ་དགུ་ཆུ，威利转写：rong bo dgu chu）位于中华人民共和国青海省黄南藏族自治州境内的一条河流，是黄河右岸支流，源流称日玛曲，发源于黄南州泽库县中部夏德日山南麓，向东南流约12千米进入宽广草滩，改称色日冬河，于西卜沙乡转东流，过多禾茂乡之后5千米转东北流，经麦秀镇、同仁市扎毛水库、曲库乎乡、市区隆务镇、保安镇、尖扎县当顺乡古浪堤村、东当村等地后注入黄河公伯峡水库。河长156.8千米，流域面积4960平方千米，河道平均比降14.87‰，年均径流量6.43亿立方米。。